# سربریدن ۲۰۱۵ زابل
سربریدن ۲۰۱۵ زابل گروگان‌گیری ۷ نفر از مردمان هزاره و سپس سربریدن آنها در ۹ نوامبر ۲۰۱۵ (۱۸ عقرب ۱۳۹۴ (خورشیدی) توسط داعش بود که در ولایت زابل واقع در جنوب شرق افغانستان اتفاق افتاد. شکریه تبسم، کودک ۹ ساله هزاره هم قربانی این کشتار گردید.

## گروگان‌گیری و کشتار
گروگان‌گیرها که خود را به خلافت اسلامی عراق و شام مرتبط می‌کردند، در اکتبر سال ۲۰۱۵، هفت نفر از اعضای گروه قومی هزاره را در غزنی گروگان گرفتند و آنها را در ارغنداب، ولایت زابل بردند. گروگان‌ها شامل چهار مرد، دو زن و یک دختر ۹‌ ساله به نام شکریه تبسم می‌شدند. گروگان‌ها ۵۶ بار منتقل شدند تا از نجات آن‌ها توسط نیروهای امنیت ملی افغانستان جلوگیری شود. ۲۰۰ شورشی طالبان در نبردها با دولت افغانستان به گروه دولت اسلامی کمک می‌کردند.
گروگان‌ها در تاریخ ۹ نوامبر ۲۰۱۵، توسط داعش با تار کاغذپران سربریده شدند چندین منبع رسانه‌ای غربی این اعدام را کشتار اقلیت بی‌گناه هزاره توصیف کردند. مارتین ون بیگلرت اظهار داشت:
این باور که گروگان‌ها را با چاقو سر بریدند یک تصور اشتباه است، آنها را با تارهای تیزشده بادبادک/کاغذپران زجرکش نمودند.
بعداً طالبان قربانیان را به بزرگان محلی تحویل دادند تا دفن شود اما در ابتدا اجساد به بیمارستانی دولتی انتقال داده شدند.

## وضعیت حقوقی
نیکولاس هیسوم، رئیس مأموریت کمک سازمان ملل در افغانستان، اظهار داشت که این قتل‌ها کاملاً جنایات جنگی می‌باشد. یوناما اظهار داشت که گروگان‌گیری و قتل‌عام غیرنظامیان هزاره، نقض جدی قوانین بشردوستانه در افغانستان است.

## نتیجه

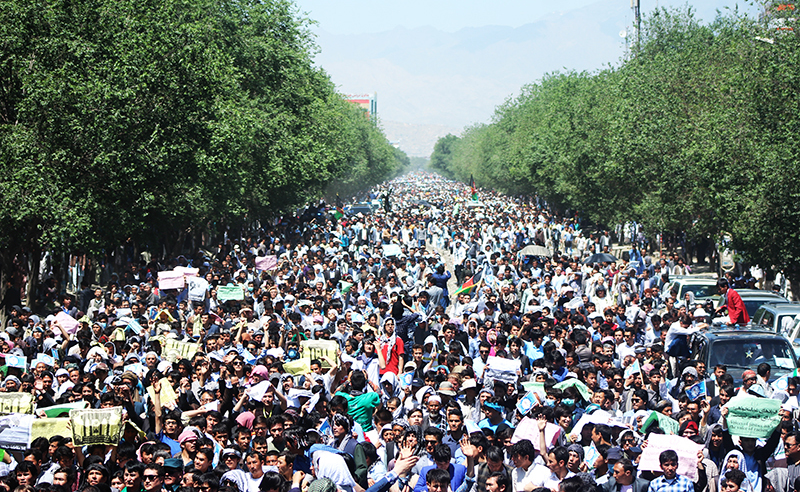
تصویر تظاهرات دو اسد ۱۳۹۵ جنبش تبسم در جاده مقابل کاخ ریاست‌جمهوری افغانستان

جنبش مردمی تبسم در ۱۱ نوامبر ۲۰۱۵ آغاز شد. ۲۷٬۰۰۰ عزادار با پای پیاده از زابل، ۷ تابوت این قربانیان را به کاخ ریاست‌جمهوری در کابل حمل کردند و اعتراض خود را نسبت به عدم امنیت نیروهای دولتی و کشتار سیستماتیک اقلیت هزاره اعلام کردند.